# زن بدلی
زن بدلی فیلمی کمدی به کارگردانی مهرداد میرفلاح و تهیه‌کنندگی محسن مسافرچی در سال ۱۳۸۵ است.
این فیلم برپایهٔ برداشتی آزاد از فیلم مرد خانواده به نویسندگی دیوید دایموند و دیوید وایسمن ساخته شده است.

## خلاصهٔ داستان
آدم‌ها تو زندگی به دوراهی‌های زیادی برمی‌خوردند که مجبورند فقط یکی را انتخاب کنند. شادی پارسی خواستگاری آرش سپهری را رد می‌کند تا برای استفاده از بورسیهٔ دانشگاه کمبریج به لندن برود. ده سال بعد…

## بازیگران
- ماهایا پطروسیان در نقش شادی پارسی
- رامبد جوان در نقش آرش سپهری
- بهزاد فراهانی در نقش مرد خیالی در خواب شادی
- رضا شفیعی‌جم در نقش حمید
- رابعه اسکویی در نقش ایران
- مهدی امینی‌خواه در نقش هوشنگ همسر ایران
- افسانه ناصری در نقش خانم کَتیرایی
- منوچهر آذری در نقش همسایهٔ شادی، پاک‌نژاد
- اسدالله یکتا در نقش نگهبان شرکت
- عاطفه حیدرزاده در نقش سیمین همسر حمید
- زیبا کاویانی در نقش ناهید خواهر هوشنگ
- ترلان پروانه در نقش پارمیس، دختر شادی و آرش
- مهران غفوریان
- جواد انصافی در نقش کارمند شرکت شادی
- امید حاجیلی در نقش نوازنده